# Incidente del DHC-5 della Trident Aviation del 2025
Il 22 marzo 2025, un de Havilland Canada DHC-5D Buffalo operante un volo cargo per la compagnia aerea keniota Trident Aviation, si è schiantato vicino Ceel Xabaaloow, 24 km a sudovest di Mogadiscio, Somalia. Tutti i cinque membri dell'equipaggio a bordo sono rimasti uccisi nell'incidente.

## Aereo ed equipaggio
Tutti i cinque membri dell'equipaggio a bordo erano di nazionalità keniota. Il capitano era Mohammed Abdul Noor e il copilota era Ishaq Abdul Noor, gli altri tre membri dell'equipaggio si occupavano del cargo caricato nel velivolo.
L'aereo coinvolto era un de Havilland Canada DHC-5 Buffalo registrato come 5Y-RBA e con numero di serie 109. Secondo Trident Aviation il velivolo aveva avuto alcuni problemi tecnici nei giorni precedenti all'incidente, ma che erano stati risolti e l'aereo era stato riparato.

## Incidente
L'aereo era in volo da Dhobley all'aeroporto Internazionale Aden Adde di Mogadiscio dopo aver consegnato rifornimenti e cibo alle truppe dell'Unione Africana. Alle 17:43 ora locale l'aereo subì un guasto tecnico, forse al motore, e poco dopo il controllo del traffico aereo perse i contatti con il DHC-5, e l'aereo fu dichiarato scomparso. Il relitto dell'aereo fu poi scoperto, da parte di una squadra d'emergenza della National Intelligence and Security Agency, quindici minuti dopo in una zona sabbiosa vicino alla costa, nei pressi della località di Ceel Xabaaloow. Tutti i cinque mebri dell'equipaggio sono morti nell'incidente, nonostante uno fosse inizialmente sopravvissuto.

## Indagine
Il governo locale e i servizi di emergenza hanno condotto operazioni di ricerca e soccorso nel luogo dell'incidente. L'Autorità dell'Aviazione Civile della Somalia ha annunciato di aver avviato un'indagine per determinare le cause dell'incidente, e che comunicherà aggiornamenti non appena essi saranno disponibili. L'indagine probabilmente durerà un anno e a breve verrà rilasciato un rapporto preliminare.